# Национальная и университетская библиотека Исландии
Национальная и университетская библиотека Исландии (исл. Landsbókasafn Íslands — Háskólabókasafn) является национальной библиотекой Исландии и расположена в Рейкьявике.
Эта библиотека была создана в 1994 году в результате слияния между Университетской (Háskólabókasafns) и бывшей Национальной (Landsbókasafns Íslands) библиотеками Исландии. Последняя, Национальная библиотека Исландии, основана датским антикваром Карлом Христианом Рафном и Исландским литературным обществом (Hið Íslenzka Bókmenntafélag, председатель Расмус Раск) в 1818 году. Первый библиотекарь, Йон Арнасон, был назначен в 1848 году.